# Junji Kawano
Junji Kawano (川野 淳次, Kawano Junji, Oita, 11 juli 1945) is een Japans voormalig voetballer die als verdediger speelde.

## Clubcarrière
In 1649 ging Kawano naar de Tokyo University of Education, waar hij in het schoolteam voetbalde. Nadat hij in 1968 afstudeerde, ging Kawano spelen voor Toyo Industries. Met deze club werd hij in 1968 en 1970 kampioen van Japan. Kawano veroverde er in 1969 de Beker van de keizer. In 9 jaar speelde hij er 90 competitiewedstrijden en scoorde 8 goals. Kawano beëindigde zijn spelersloopbaan in 1976.

## Japans voetbalelftal
Junji Kawano debuteerde in 1968 in het Japans nationaal elftal en speelde 2 interlands.

## Statistieken
| Japans voetbalelftal | Japans voetbalelftal | Japans voetbalelftal |
| Jaar                 | Wed.                 | Dlp.                 |
| -------------------- | -------------------- | -------------------- |
| 1968                 | 1                    | 0                    |
| 1969                 | 1                    | 0                    |
| Totaal               | 2                    | 0                    |